# Trochoidea picardi
Trochoidea picardi fue una especie de molusco gasterópodo de la familia Hygromiidae en el orden de los Stylommatophora.

## Distribución geográfica
Fue endémica de Israel. 